# 保倉川

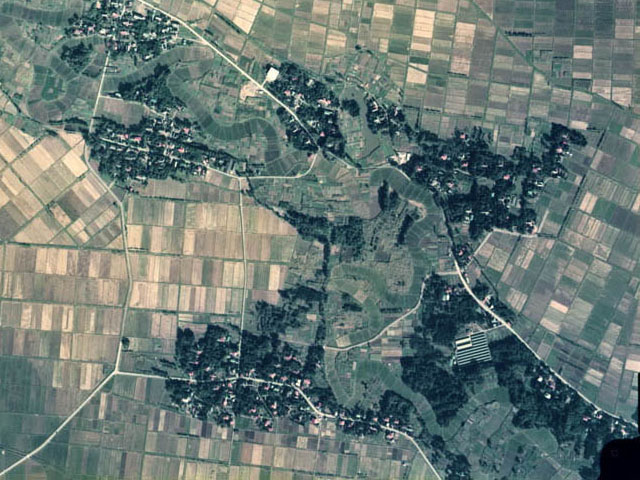
1975年度（昭和50年度）に撮影された古保倉川蛇行跡（左上が下流方向）

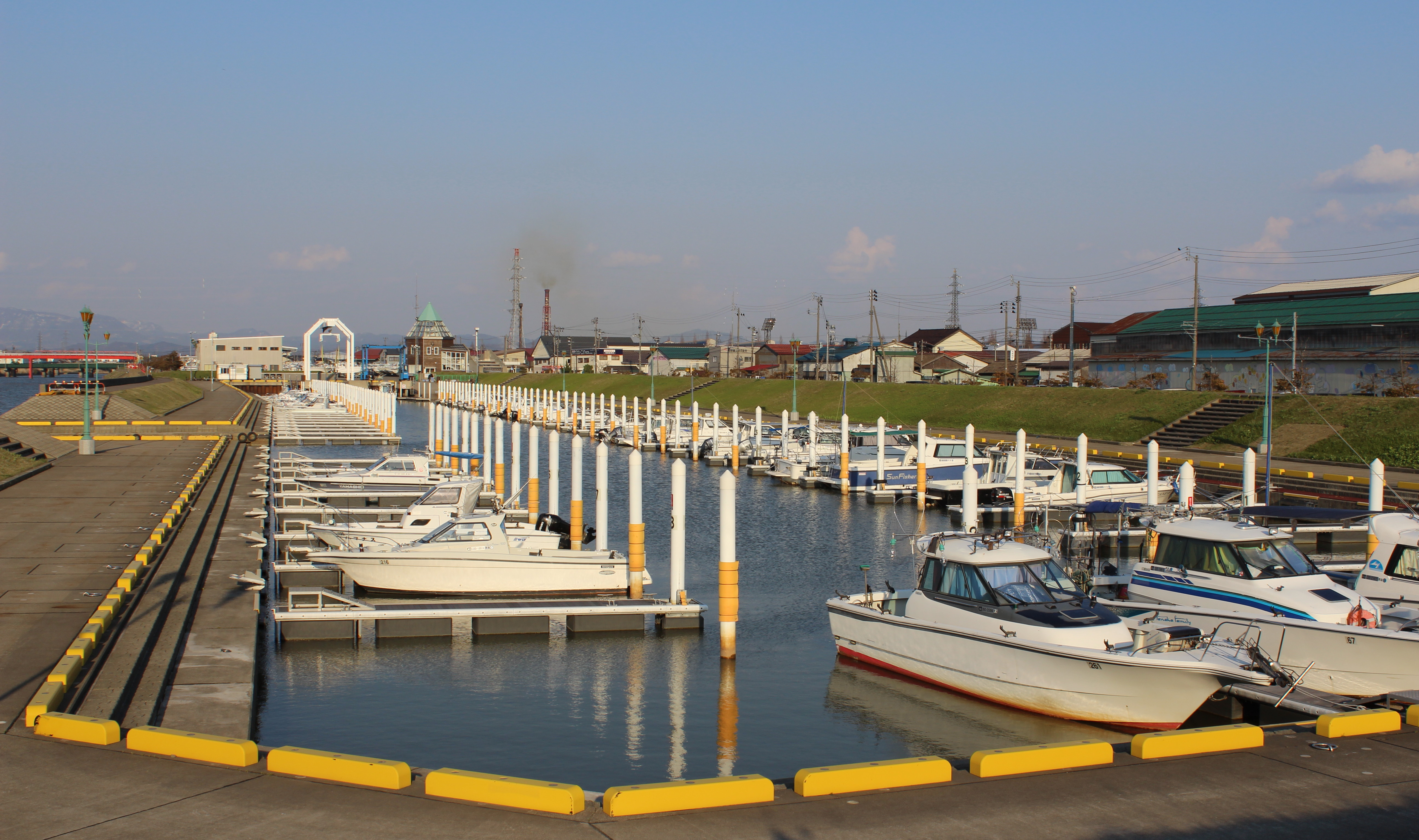
マリーナ上越

保倉川（ほくらがわ）は、新潟県上越市東部を流れる一級河川。関川水系の支流。

## 地理
新潟県上越市大島区野々海峠に源を発し北流。大島区大平で西に転じ、上越市直江津の河口部付近で関川に合流する。
1995年の7.11水害をはじめ、幾度かの氾濫を起こしてきたことから、放水路の建設が計画されている。

## 歴史
- 約4400年前：縄文時代には、古保倉川が上越市頸城区百間町から頸城区舟津周辺を流れていた。現在、激しい蛇行跡は、その形のまま水田として利用されている。
- 1607年：福島城の築城 - この時代の保倉川は、上越市黒井付近を流れ日本海に直接注いでいた。この保倉川と関川に挟まれた土地に堀秀治により福島城が築かれた。
- 1675年ころ：保倉川河口を関川に付け替え - 高田藩家老小栗美作（おぐりみまさか）が、殖産家河村瑞賢とともに関川河口にあった今町港（今の直江津港）の水深確保のため、既に廃城となっていた福島城の南側の堀を利用して保倉川河口を関川に付け替えた。
- 1751年：越後・越中地震により支流潟川が5.4kmにおよぶ決壊。
- 1965年（昭和40年）9月18日 - 集中豪雨により保倉川が氾濫。荒川からの氾濫の影響も含め直江津市街地の約3400戸が床上浸水、約1000戸が床下浸水。浸水域には市役所や警察署も含まれた[2]。
- 1995年（平成7年）7月11日：7.11水害の発生。
- 2002年（平成14年）：マリーナ上越開設。

## 河川施設
- マリーナ上越（上越市春日新田）

## 環境
2006年に環境省から発表された調査報告によると公共用水域環境基準を超えるダイオキシン類が検出されている。
- 2006年12月発表、平成17年度ダイオキシン類環境調査結果（公共用水域水質）[3]
（全国河川1464測定地点中37地点の基準超過、最大数値5.6pg-TEQ/L、基準値1.0pg-TEQ/L）
  - 保倉川下流三分一橋：基準以下。検体平均値0.29pg-TEQ/L。
  - 関川河口付近古城橋：4検体中1検体が基準超過。検体平均値1.5pg-TEQ/L。この付近の飲料食品用途の取水はない。